# راماه (کلرادو)
راماه (به انگلیسی: Ramah) شهری در ایالت کلرادو کشور ایالات متحده آمریکا است که جمعیت آن در سرشماری سال ۲۰۱۰ میلادی، ۱۲۳ نفر بوده‌است.